# Колајело (Мачерата)
Колајело (итал. Collaiello) насеље је у Италији у округу Мачерата, региону Марке.
Према процени из 2011. у насељу је живело 59 становника. Насеље се налази на надморској висини од 468 м.